# Sinestro Corps War
Sinestro Corps War è un fumetto americano pubblicato da DC Comics nelle serie di Green Lantern e Green Lantern Corps. Scritto da Geoff Johns e Dave Gibbons con i disegni di Ethan Van Sciver, costituisce l'undicesima parte della saga che in principio fu pubblicata tra giugno e dicembre del 2007. In aggiunta alla trama furono pubblicati contemporaneamente anche quattro albi speciali di supplemento Racconti di Siniestro Corps e un numero di un fumetto di Blue Beetle.
La storia si focalizza sulle Lanterne Verdi della Terra Hal Jordan, Kyle Rayner, John Stewart e Guy Gardner e il resto del gruppo della Lanterna Verde nel momento in cui, mentre è in corso una guerra stellare contro Sinestro Corps, un esercito guidato dall'ex Green Lantern Sinestro, armato di anelli gialli del potere cerca di creare un universo dominato dalla paura. Una storia di Alan Moore del 1986, Tales of Green Lantern Corps costituì la base tematica della trama. A seguito dell'evento molti personaggi subirono cambiamenti, morirono o vennero re-introdotti nell'universo DC.
La risposta del pubblico e della critica a Sinestro Corps War fu molto positiva. Molti recensionisti lo aggiunsero alla classifica dei migliori fumetti dell'anno e inoltre il filone della storia fu nominato per la prima volta nel 2008 per l'Eisner Award per la miglior squadra di matitisti e di inchiostristi. La trama costituì anche un successo economico, e molti aspetti furono stampati. Sinestro Corps War è la seconda parte della trilogia nella saga di Green Lantern, seguita nel 2005 dalle miniserie Green Lantern: Rebirth. Il finale di "Sinestro Corps war" pone le basi della terza e ultima parte della trilogia: Blackest Night, pubblicata nel 2009.

## Trama
A seguito della sua sconfitta in Green Lantern: Rebirth, gli eventi di Green Lantern: Sinestro Corps Special #1 vedono il super cattivo Sinestro riminacciare il pianeta Qward nell'universo di Antimatter. Lì recluta un esercito, il Sinestro Corps, selezionato in base all'abilità di evocare grande paura. Ciascun membro è armato di un potente anello giallo da utilizzarsi contro i combattenti verdi del Green Lantern Corps. Tra gli alleati di Sinestro c'è Parallax e il resuscitato Anti-Monitor. A questo punto il Sinestro Corp lancia un assalto schierando tutto l'esercito contro il Green Lantern Corps e l'universo intero.